# ضربه کرنر

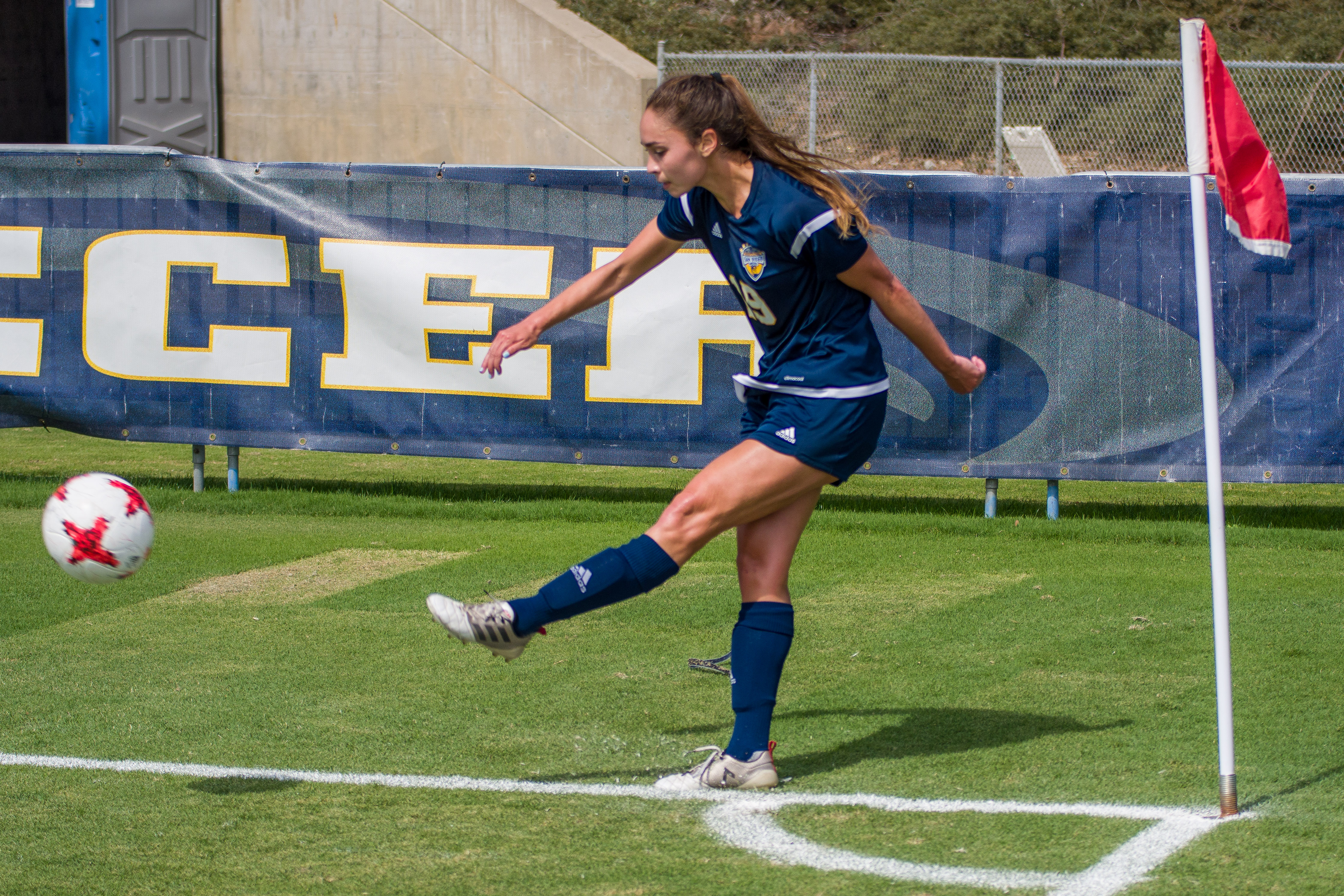
یک بازیکن فوتبال در حال زدن ضربه کرنر

ضربهٔ کرنر روشی برای شروع دوباره بازی در فوتبال است. هنگامی که توپ از خط کنار دروازه به بیرون رود، از این روش برای آغاز بازی بهره می‌گیرند. به این گونه که از گوشه‌های زمین بازی توپ را به گردش در می‌آورند. بیشتر در فوتبال و فوتسال کاربرد دارد.

## چگونگی اجرا
- توپ در داخل قوس و نزدیک پرچم گوشه قرار داده می‌شود.
- میله پرچم نباید حرکت داده شود.
- ضربه زننده باید حداقل ۳۰سانتی متر از توپ فاصله و بیرون از زمین باشد.
- توپ به وسیله بازیکنی از تیم مقابل زده می‌شود.
- وقتی که به توپ ضربه زده شد و حرکت کرد، آنگاه توپ در بازی است.
- زننده ضربه نمی‌تواند برای بار دوم توپ را لمس کند تا توپ توسط بازیکنی دیگر لمس گردد.
- ضربه زننده باید بیرون از زمین باشد و اگر درون زمین باشد خطا به حساب می آید.

## قانون

### اجرای ضربه کرنر توسط بازیکنی به جز دروازه بان
- اگر پس از اینکه توپ در جریان بازی قرار گرفت، زننده ضربه، توپ را قبل از تماس با بازیکن دیگر، برای بار دوم (جز با دستهایش) لمس کند:

یک ضربه آزاد غیر مستقیم برای تیم مقابل اعلام می‌شود، و این ضربه از محلی که خطا اتفاق افتاده زده می‌شود.
- اگر پس از اینکه توپ در جریان بازی قرار گرفت، زننده ضربه، توپ را قبل از تماس با بازیکنی دیگر عمداً با دستهایش لمس کند:

یک ضربه آزاد مستقیم برای تیم مقابل اعلام، و این ضربه از محل خطا زده می‌شود.
اگر خطا در داخل محوطه جریمه زننده ضربه اتفاق بی افتد، یک ضربه پنالتی برای تیم مقابل اعلام می‌شود.

### اجرای ضربه کرنر توسطدروازه‌بان
- اگر پس از اینکه توپ در جریان بازی قرار گرفت، دروازه بان، توپ را قبل از تماس با بازیکن دیگر، برای بار دوم  لمس کند:

یک ضربه آزاد غیر مستقیم برای تیم مقابل اعلام می‌شود، و این ضربه از محلی که خطا اتفاق افتاده زده می‌شود.
- اگر پس از اینکه توپ در جریان بازی قرار گرفت، دروازه بان، توپ را قبل از تماس با بازیکنی دیگر عمداً با دستهایش لمس کند:

اگر خطا در خارج محوطه جریمه زننده ضربه اتفاق بی افتد، یک ضربه آزاد غیر مستقیم برای تیم مقابل اعلام می‌شود، و این ضربه از محلی که خطا اتفاق افتاده زده می‌شود. اگر خطا در داخل محوطه جریمه زننده بی افتد،ضربه پنالتی برای تیم مقابل اعلام می شود و این از ضربه روی نقطه سفید رنگ که در محوطه جریمه رنگ شده زده می شود.
برای هرگونه نقض این قانون:
- ضربه کرنر تکرار می‌شود.[۲]